# Elecciones presidenciales de Polonia de 2005
Las elecciones presidenciales de 2005 se celebraron en Polonia el 9 de octubre y el 23 de octubre de 2005. El presidente saliente de Polonia, Aleksander Kwaśniewski, había cumplido dos mandatos de cinco años y no pudo presentarse a un tercer mandato. Lech Kaczyński derrotó a Donald Tusk para convertirse en presidente de Polonia.

## Antecedentes
Dos candidatos de centroderecha, Donald Tusk, presidente del Partido de la Plataforma Cívica (PO), y Lech Kaczyński, líder del partido de Ley y Justicia (PiS) y alcalde de Varsovia, encabezaron la encuesta en la primera ronda, como se esperaba ampliamente . Como ninguno recibió el 50 por ciento de los votos, se celebró una segunda ronda el 23 de octubre. En esta ronda, Kaczyński derrotó Tusk, con el 54,04 por ciento de los votos.
Aunque los dos principales candidatos procedían del centro-derecha, y sus dos partidos habían planeado formar un gobierno de coalición después de las elecciones legislativas del 25 de septiembre, había diferencias importantes entre Tusk y Kaczyński. Tusk es considerado un poco más social y económicamente liberal, favoreciendo una integración europea más rápida y una economía de libre mercado. Kaczyński es más socialmente conservador, en la tradición del primer presidente de Polonia post-comunista, Lech Wałęsa, y es escéptico de la Unión Europea. Tales diferencias condujeron al fracaso de las negociaciones de la coalición PiS - PO a finales de octubre.
Włodzimierz Cimoszewicz, el candidato de la Alianza de la Izquierda Democrática, que era el partido gobernante antes de las elecciones legislativas se retiró de la carrera el 14 de septiembre. En el momento en que se retiró fue tercero en las encuestas, que todavía tienen más posibilidades de llegar la segunda ronda (además de Kaczyński y Tusk).
Otros candidatos, que se retiraron de las elecciones, pero inicialmente han firmado, fueron Zbigniew Religa y Maciej Giertych. Daniel Tomasz Podrzycki, que también ha firmado, murió en un accidente antes de las elecciones.
Diez personas se habían inscrito en el procedimiento electoral, pero no lograron reunir 100.000 firmas de apoyo: Arnold Buzdygan, Stanisław Ceberek, Gabriel Janowski, Jan Antoni Kiełb, Waldemar Janusz Kossakowski, Marian Romuald Rembelski, Zbigniew Roliński, Sławomir Salomon, Maria Szyszkowska, Bolesław Tejkowski.
La figura de Józef Tusk, abuelo del actual primer ministro polaco Donald Tusk, estuvo en el centro del "asunto de la Wehrmacht" durante su breve período de servicio tras ser reclutado en el ejército alemán durante las últimas etapas de la Segunda Guerra Mundial, mayor controversia de la elección.

## Candidatos
- Henryka Bochniarz
- Lech Kaczyński
- Andrzej Lepper
- Janusz Korwin-Mikke
- Donald Tusk
- Stanisław Tymiński

## Resultados

### Primera vuelta
| Resultados de la 1ra vuelta |                                                        |            |            |
| Candidato                   | Partido                                                | Votos      | Porcentaje |
| Donald Tusk                 | Plataforma Cívica (Platforma Obywatelska)              | 5.429.666  | 36,33      |
| Lech Kaczyński              | Ley y Justicia (Prawo i Sprawiedliwość)                | 4.947.927  | 33,10      |
| Andrzej Lepper              | Autodefensa de la República de Polonia (Samoobrona RP) | 2.259.094  | 15,11      |
| Marek Borowski              | Socialdemocracia de Polonia (Socjaldemokracja Polska)  | 1.544.642  | 10,33      |
| Jarosław Kalinowski         | Partido Popular (Polonia) (Polskie Stronnictwo Ludowe) | 269.316    | 1,80       |
| Janusz Korwin-Mikke         | Unión de la Política Real (Unia Polityki Realnej)      | 214.116    | 1,43       |
| Henryka Bochniarz           | Partido Democrático (Polonia) (Partia Demokratyczna)   | 188.598    | 1,26       |
| Liwiusz Iliasz              | Independiente                                          | 31.691     | 0,21       |
| Stanisław Tymiński          | Independiente                                          | 23.545     | 0,16       |
| Leszek Bubel                | Independiente                                          | 18.828     | 0,13       |
| Jan Pyszko                  | Independiente                                          | 10.371     | 0,07       |
| Adam Słomka                 | Independiente                                          | 8.895      | 0,06       |
| Votos válidos               | Votos válidos                                          | 15,046,350 | 100.00     |
| Votos nulos                 | Votos nulos                                            | 155,233    |            |
| Participación               | Participación                                          | 15,435,020 | 49.70      |
| Registrados                 | Registrados                                            | 30.260.027 |            |

### Segunda vuelta
| Resultados de la 2da vuelta |                                           |            |            |
| Candidato                   | Partido                                   | Votos      | Porcentaje |
| Lech Kaczyński              | Ley y Justicia (Prawo i Sprawiedliwość)   | 8.257.468  | 54,04      |
| Donald Tusk                 | Plataforma Cívica (Platforma Obywatelska) | 7.022.319  | 45,96      |
| Votos válidos               | Votos válidos                             | 15,279,787 | 100.00     |
| Votos nulos                 | Votos nulos                               | 159,897    |            |
| Participación               | Participación                             | 15,439,684 | 50.99      |
| Registrados                 | Registrados                               | 30.260.027 |            |